# Pinware River
Der Pinware River ist ein 108 km langer Zufluss der Belle-Isle-Straße im äußersten Südosten der Labrador-Halbinsel in der kanadischen Provinz Neufundland und Labrador. Oberhalb der Einmündung des Western Waters bei Flusskilometer 10 heißt der Fluss auch County Cat River.

## Flusslauf
Das Quellgebiet des Pinware River bildet ein kleines Seensystem auf einer Höhe von 365 m 65 km von der Labradorküste entfernt. Der Fluss fließt in überwiegend südlicher Richtung. Größere Nebenflüsse sind Beaver Brook und Lost River. Der südliche Teilabschnitt des Trans-Labrador Highways (Route 510) folgt dem Flusslauf auf dessen letzten 18 km. Dabei überquert die Fernstraße den Fluss bei Flusskilometer 9. Der Pinware River mündet schließlich 2,2 km nordöstlich der Gemeinde Pinware in die Belle-Isle-Straße. Eine Landzunge, auf welcher sich der Pinware River Provincial Park befindet, trennt das 3,2 km lange Ästuar des Pinware River vom offenen Meer. Der Pinware River entwässert ein Areal von 2486 km².

## Flussfauna
Der Pinware River ist auf den unteren 49 Kilometern für Wanderfische zugänglich. Ein 6,1 m hoher Wasserfall bildet an dieser Stelle ein unüberwindbares Hindernis für deren Fischwanderung. Am häufigsten werden im Fluss Atlantischer Lachs, anadromer und nicht-anadromer Bachsaibling sowie Amerikanischer Aal gefangen.